# Crotonogynopsis korupensis
Espèce
Crotonogynopsis korupensis Kenfack & D.W. Thomas est une espèce de plantes à fleurs de la famille des Euphorbiaceae, du genre Crotonogynopsis. On la trouve au parc national de Korup dans la région du Sud-Ouest du Cameroun et dans la Réserve naturelle de Rio Campo en Guinée équatoriale,. Elle peut atteindre environ 2 à 6 m de haut,. Elle appartient au groupe des Angiospermes, sous-groupes des dicotylédones. Elle a été découverte pour la première fois dans le Parc national de Korup.